# 絹田村子
絹田 村子（きぬた むらこ、9月24日 - ）は、日本の漫画家。奈良県出身。
第36回コミックオーディションに応募した「道行き」が銀の花賞を受賞した。この作品が『月刊フラワーズ』（小学館）2008年9月号に掲載されたデビューを果たす。2024年、『数字であそぼ。』が第69回小学館漫画賞を受賞。

## 作品リスト

### 連載
- さんすくみ（『月刊フラワーズ』2010年4月号 - 2015年4月号）
- 花食う乙女（『凛花』9号 - 16号、『増刊flowers』2012年冬号 - ）
- 重要参考人探偵（『増刊flowers』2013年6月号〈初夏号〉 - 2014年12月号〈冬号〉、『月刊フラワーズ』2015年9月号 - 2018年2月号）
- 数字であそぼ。（『月刊フラワーズ』2018年8月号 - 連載中）

### 読み切り
- 道行き（『月刊フラワーズ』2008年9月号） - デビュー作、『読経しちゃうぞ！』に収録。
- 鳥居は端からくぐれ！（『月刊フラワーズ』2008年12月号） - 『読経しちゃうぞ！』に収録。
- 金曜日は悪魔祓い！（『月刊フラワーズ』2009年5月号） - 『読経しちゃうぞ！』に収録。
- 読経しちゃうぞ！（『月刊フラワーズ』2009年9月号） - 『読経しちゃうぞ！』に収録。
- 夏男と鳥女（『月刊フラワーズ』増刊『凛花』第7号） - 『読経しちゃうぞ！』に収録。
- 僕達には秘密がある（『月刊フラワーズ』増刊『凛花』第8号） - 『読経しちゃうぞ！』に収録。
- 鎮めてみせます！（『月刊フラワーズ』2009年11月号） - 『読経しちゃうぞ！』に収録。
- 小羊の召すまま！（『月刊フラワーズ』2010年2月号） - 『読経しちゃうぞ！』に収録。
- 佐藤家家訓！（『月刊flowers』2016年10月号[3]）
- ワンダー（『月刊フラワーズ』2022年6月号[4]） - 『月刊フラワーズ』20周年記念読み切り[5]。
- イレブンス★アワー（『月刊フラワーズ』2023年9月号[6]） - 『さんすくみ』、『重要参考人探偵』、『数字であそぼ。』のキャラクターが登場する画業15周年記念企画読み切り[6]。

### 書籍
- 『読経しちゃうぞ！』小学館〈フラワーコミックスα〉、2010年3月発行、ISBN 978-4-09-133100-7
- 『さんすくみ』、小学館〈フラワーコミックスα〉2010年 - 2015年、全10巻
- 『花食う乙女』小学館〈フラワーコミックスα〉、2013年11月8日発売、ISBN 978-4-09-135577-5
- 『重要参考人探偵』、小学館〈フラワーコミックスα〉2015年 - 2018年、全7巻
- 『数字であそぼ。』、小学館〈フラワーコミックスα〉2018年 - 、既刊14巻（2025年7月10日現在）